# Storia di San Cristoforo di Bobbio

## Storia
La storia di San Cristoforo segue la storia di Bobbio e se ne distingue molto per vicissitudini locali.

### Antichità
Nella zona vi è stata la presenza dell'uomo fin dal Neolitico (5000-2800 a.C.). Nell'Età del bronzo, intorno al 1100 a.C., arriva la popolazione dei Liguri con il gruppo dei Bagienni.
Nel corso del V secolo a.C. giungono dalla Pianura Padana i Celti (più precisamente la popolazione conosciuta come Galli Boi). I Galli erano presenti fra le truppe di Annibale che passò anche per il Monte Penice nei cui pressi rese omaggio agli dei in un luogo sacro celtico (ora vi è il Santuario) per ingraziarsi la futura vittoria. Per raggiungere la zona di Gazzola dove si svolse la Battaglia della Trebbia nel 218 a.C., il comandante scese lungo la valle del Carlone passando per il passo di Costa Ferrata e l'odierna frazione Mogliazze.
La civiltà romana entra nella zona solo dopo il 14 a.C. e la fonte storica principale è la Tavola Alimentaria del Municipio di Velleia. Essa cita il pagus Bagienno di Bobbio con i vari vicus tra i quali Vidulium (Vitulium o Vitilium) (cioè l'odierna frazione di San Cristoforo) per lo sfruttamento delle acque termali, ed anche per la produzione del sale.

### Medioevo
I Longobardi scendono in Italia nella seconda metà del VI secolo e il presidio romano è preso dal duca condottiero Sundrarit, che prese il concessione anche le famose terme e tutte le saline compresa quella di Vidulium.
Poi giunse a Bobbio San Colombano che vi fonda il monastero e la cittadina nel 614 ed ottenne lo sfruttamento di metà delle saline, costruendo anche vie di collegamento una delle quali sale dalla città lungo la valle del Carlone, passando sotto la frazione di Moglia e fino alla Cascata termale del Carlone con vicino la fonte salina.
Attorno al VII secolo, per opera di un abate di Bobbio tuttora sconosciuto (le cui reliquie forono poste sotto l'altare dell'antica chiesa ed ora nell'altare antico spostato nella nuova chiesa parrocchiale) sorse l'antica cella monastica di S.Colombano di Bobbio con il nome di Viulio, modificando il precedente nome romano di Vidulium (Vitulium o Vitilium); oltre al nome di Viulio (principale) nelle carte compaiono anche i toponimi di Vaulio, Viuglio, Vigulio, Viguglio, Viullo, Viullio, Viculius, Ugulio ed Uguglio.
Nell'VIII secolo si sviluppò e diventò un priorato indipendente comprendente tutta la valle del Carlone cime comprese fino alla confluenza nel fiume Trebbia. La zona era particolarmente prospera e ricca di pascoli per l'allevamento ovino, necessario per la produzione di pergamente necessarie allo scriptorium del monastero di Bobbio.
Si svilupparono varie frazioni per l'aumentare dei monaci, come quella di Solia (ora Moglia) ove vi è ancora una grossa costruzione monastica con le celle dei monaci, un refettorio e una cappelletta, ora divenuta abitazione privata e ristrutturata di recente; oltre alle frazioni della Cavanna (o Cavana) e delle Mogliazze e numerose cascine sparse nel territorio.
Inoltre vi era la zona di Dezza, assieme alle frazioni di Fornacioni, Cernaglia, Casa Fontanini, Fontanini Bellocchio, Colletta e Rocchetta Caldarola; la zona di San Martino era formata dalle frazioni di San Martino, Ponte San Martino, Brignerato, Cascine Larghe, Cascina Sabellone, Zavattona, Barosse, Cascine Carlone (verso la Moglia).
In zona sorsero numerosi mulini ad acqua per la macinazione delle granaglie.
Inoltre venivano sfruttate le cave di pietra, utilizzate per la costruzione di edifici e per la copertura dei tetti in lastre di pietra dette ciappe.
Presenti anche fornaci, una delle quali a San Cristoforo e numerose carbonaie per la produzione del carbone da legna.
I terreni sono fertilissimi ed i pascoli erano distinti per separare gli animali e le coltivazioni principali erano e lo sono fino ad oggi il frumento, granaglie varie e la coltivazione della vite (Vitilium = "terra delle viti"), (il toponimo Vitulium ricorda l'allevamento dei bovini), mentre Vidulium (luogo spoglio) era riferito alla zona antica dove vi erano anche le cave di pietra.
Inoltre nel primo insediamento ancora visibile (zona Chiesa Vecchia) i campi monastici erano curatissimi, con stradine di collegamento e costruzione di muri perimetrali ampi con enormi pietre squadrate e canali di irrigazione con derivazioni e chiuse e canali di filtraggio sotterranei per eliminare e raccogliere l'acqua in eccesso, il tutto anche con terrazzamenti scendendo verso il Carlone fino alla Cascata termale.
Nei boschi i monaci innestarono le piante di castagno(i castagneti sono tuttora numerosi).
Nell'862 si compie il primo censimento ed il primo estimo del territorio di Bobbio.
L'attuale paese sorse e si sviluppò a partire dal IX secolo, anche per l'aumentare del numero dei monaci e per l'arrivo di numerose persone che iniziarono a coltivare la terra.
Il territorio è compreso sotto i marchesi Obertenghi prima, poi dagli Este e successivamente dai Malaspina, le famiglie sono imparentate ed il nome distingue la casata; tranne la zona di San Martino e la frazione della Moglia che sono direttamente sotto Bobbio.
Passa religiosamente alle dipendenze del vescovado di Bobbio già nella prima metà dell'XI secolo e compare in un diploma di Corrado II del 1027, quando diviene parrocchia (o rettorato) e sotto la sua dipendenza vi è l'antico Santuario di Santa Maria del Monte Penice, collegato mediante una strada che dal paese sale fino al Monte Penice, passando per il Passo di Costa Ferrata.
Il Priore è nominato dal monastero di San Cristoforo e investito dall'Abate di Bobbio, e poi è nominato parroco dal Vescovo di Bobbio, eliminando così ogni conflitto che invece segnerà pesantemente Bobbio e porterà alla sua successiva decadenza.
Nel XII secolo si ebbero dispute fra il monastero ed il vescovado e la zona di San Martino diventa indipendente ma sempre di proprietà monastica e nel XIV secolo diventa un priorato; questo anche perché vi passa il collegamento con la (Via del sale) o Caminus Genuae, ossia la strada che univa la Pianura Padana al Mar Ligure fino a Genova.
Essa collegava Bobbio con Genova, prima della costruzione della S.S.45 di fondovalle (fine Ottocento), salendo da San Martino verso Moglia e Carana e poi in Val Staffora per Brallo ed il Passo del Brallo, accanto al Monte Lesima, zona di confine della Repubblica di Genova.
I monaci locali vi sfruttavano le saline della fontana presso la Cascata termale del Carlone e usavano il laghetto termale sotto la suddetta cascata; il sale prodotto per evaporazione o per ebollizione era superiore per qualità a quello marino, data la presenza di numerosi minerali come lo iodio ed il magnesio; poi durante la peste che colpì la zona nel 1498 i monaci usavano la poi cosiddetta acqua miracolosa della sorgente salina e il laghetto termale per bagni, fanghi ed inalazioni come rimedio per il morbo, salvando a loro dire gli abitanti della zona e tutti i pellegrini che passavano per Bobbio dalla Via Francigena(Via Romea), scendendo dal Monte Penice dopo aver visitato il Santuario e seguendo la mulattiera di pertinenza monacale; da allora la località si chiamo in onore al Santo San Cristoforo e la parrocchia venne confermata come sede monacale autonoma e vi fu usanza da allora di portare la statua della Madonna dal Santuario del Monte Penice fino a San Cristoforo (vi è una targa ricordo in chiesa) e poi a Bobbio; il numero dei pellegrini che passavano per la valle del Carlone per Bobbio crebbe moltissimo ed inoltre la festa locale divenne il 25 luglio in cui si ricorda il Santo(diversa da quella di Bobbio che era dedita a San Colombano).
Dopo la decadenza degli Obertenghi la zona passa politicamente sotto i monaci del Monastero di San Colombano di Bobbio, ma Obizzo Malaspina, signore di Brugnello, che rivendicava il possesso per la parentela e la discendenza dagli Obertenghi, anche per il fatto che essa non figurava tra i doni ricevuti dal Barbarossa nel 1164 e che era limitrofa a quella di Brugnello, se ne interessò.
Il primo passo lo fece proprio Obizzo, donando al monastero nel 1184 il diritto di riscuotere il pedaggio sulla strada della Val Trebbia. Tre anni dopo l'abate di Bobbio Rainerio, concede la Rocca di Carana ai figli del marchese, Moroello, Alberto e Obizzo promettendo di non cedere a nessuno il territorio senza il consenso dell'abate; con la Rocca di Carana sono compresi la zona della Cavanna, San Cristoforo (Moglia esclusa che rimase unita solo parrocchialmente) e Dezza; la zona di confine tra il Malaspina e Bobbio venne fortificata e collegata da numerose strade e sentieri, le fortificazioni nella valle del Carlone erano a Carana, Cavanna, La Sereja, Costiolo Mariazze, Cerpiano Uccelli (la zona del Bosco del Comune rimaneva sotto Bobbio) fino alla Costa Ferrata per poi scendere nella valle del Bobbio a Dezza.
Per quasi un secolo il dominio dei Malaspina resta incontrastato.
Nel 1304 Corradino Malaspina signore della Rocca di Carana (ora sotto Corte Brugnatella) d'accordo con Visconte Pallavicino e l'Abate di Bobbio Guido prende Bobbio e la trasforma in una signoria costruendovi l'attuale castello; nel 1341 i Visconti di Milano si impossessano di Bobbio e di Corte Brugnatella, togliendogli la Rocca di Carana e distruggendo il castello nero (da colore delle pietre) ma lasciando la torre di guardia sul Bricco (805 m), dopo il 1347, quando muore Corradino, il feudo viene ridato ai figli, ma nel 1361 lo devono cedere sempre ai Visconti sotto il feudo di Corte Brugnatella e poi nel 1436 passa ai Dal Verme divenuti Conti di Bobbio e Voghera; inoltre gli viene tolta la zona dell'antica parrocchia di San Cristoforo nella Valle del Carlone (la frazione di Cernaglia è unita a San Cristoforo), passata direttamente sotto Bobbio; rimanendogli solo Dezza che era sempre nella parrocchia di San Cristoforo e dandola ai Malaspina di Pregòla.
Questo confine nella valle del Carlone rimarrà per sempre immutato ed oggi segna sempre il confine tra i comuni di Bobbio e Corte Brugnatella in provincia di Piacenza ed il comune di Brallo di Pregola ora in provincia di Pavia; segnando quindi il confine regionale tra l'Emilia-Romagna e la Lombardia.
Nel 1448 si sciolse la comunità colombaniana ed il monastero passo ai benedettini, i monaci di San Colombano rimanenti si trasferirono nel monastero di San Cristoforo che era autonomo.
Nel 1458, in un documento del monastero che descrive la città, vi sono un elenco di località (esse sono precedute dall'articolo Ad) e terreni (i terreni della località sono preceduti da segno - ) a diretta conduzione dei monaci; le localita poste tra il torrente Bobbio, il Carlone e il Trebbia fino al confine sono (tra parentesi i nomi attuali se conosciuti): Vallis Organa (Valgrana), Bargum (Bargo), Rivum Bobium (la riva di Bobbio), Ad Cradarolam (frazione Cardarola), Ad Moliam, Ad Regatium, Ad San Martinum (frazione San Martino) - Brugnolatum (Brignerato), Ad San Christoforum sive Vidulium (frazione San Cristoforo) - Campus Presbiteri [Pian dei preti o Pian Prèv], Ad Lacum Bissoni, Ad San Martinum (ripetuta la frazione San Martino) - In Ceroplano (Cerpiano Uccelli), Ad Gazolum (zona di Gazolo) - Inter Fratugias (Frascaline) - Gazoli (sempre Gazolo), Ad Soliam (frazione Moglia), Ad Cavanam (frazione Cavanna), Ad Rippam (frazione La Riva) - In Crevachorio - In Planis de Castellis [Pian dei Castelli (dove vi hanno trovato dei reperti storici del periodo della civiltà del bronzo)], Ad Cerretam [villaggio di Cerreta (Liserreta) nei pressi di San Cristoforo] - Vallis de Bardaneto (valle di Bardonetto o Barnei) - Mons Albertus (Monte Alberto o Monti Berti).

### Storia recente
Nel 1600 in un atto scritto in latino dal parroco viene minuziosamente descritta la parrocchia di San Cristoforo con la vecchia chiesa ed il veccio cimitero; il parroco risiede nella casa canonica accanto alla chiesa.
Nel 1743 si forma la Provincia di Bobbio che unisce i territori del Malaspina e dei Dal Verme e sostituisce il Marchesato di Bobbio sorto nel 1516; la frazione di Dezza passa quindi direttamente sotto Bobbio ed il suo territorio comunale.
Il 6 luglio 1759 il Vescovo di Bobbio Mons. Birago smembra Dezza (sorta attorno al X secolo) ed è dichiarata parrocchia autonoma sotto Bobbio, ma il mantenimento rimane a carico dei monaci di San Cristoforo, la strada per il Penice rimane a San Cristoforo, che deve pensare alla sua pulizia e alla sua manutenzione; alla nuova parrocchia viene unita la frazione di Cernaglia che era già sotto Bobbio.
Nel 1790 sotto l'abate Bruno Solaro (che sarà l'ultimo abate di Bobbio) viene fatto un estimo ed il monastero di San Cristoforo ha ancora un priore e tutta la parrocchia ha un reddito di 7,30 franchi.
Nel 1803 i francesi napoleonici chiudono l'Abbazia di San Colombano e tutti i monasteri residui ed i monaci devono lasciare il territorio della Provincia di Bobbio (Repubblica Ligure).
I principali terreni e boschi di valore sono requisiti (alla parrocchia rimangono solo 23 pertiche) e verranno venduti poi ad un nobile milanese, insieme alla Casa fortificata e ad alcune cascine che successivamente saranno via via venduti separatamente agli abitanti del paese.
San Cristoforo rimane parrocchia ed il paese mutò nome in San Cristoforo d'Uguglio per tutto il periodo napoleonico. Fu inoltre aperto uno stabilimento termale pubblico alla Cascata del Carlone, sfruttando l'acqua salina per scopi terapeutici e medicali.
Nel 1809 viene fatto un primo censimento triennale della Provincia di Bobbio da parte dei francesi e San Cristoforo d'Uguglio ha come parroco il canonico Mons. Rettore Giuseppe Draghi e la parrocchia ha un capitale di 110 franchi ed un reddito di 12 franchi su una superficie coltivata dalla parrocchia di 23 pertiche, il parroco abita accanto al monastero nella canonica ed è in causa con il parroco di Dezza per via del mantenimento di Dezza e del parroco dopo la chiusura del monastero.
Il mantenimento di Dezza passa al comune di Bobbio, ma rimane quello del parroco che si lamenta per 4 stie di grano che gli sono dovute in rimanenza del lascito annuo.
Nel 1812 vi è il secondo censimento francese ed il parroco, sempre Giuseppe Draghi, compila un protocollo della parrocchia che comprende 75 abitanti ed ha un reddito salito a 75 franchi annui e si lamenta perché il parroco di Dezza gli chiede ancora 2 stie di grano come rimanenza annua, facendo notare che i terreni sono divenuti privati come il mulino e che alla parrocchia rimangono solo 23 pertiche di terreno, e che il mantenimento risale ai monaci che coltivavano tutto il territorio e chiede che il mantenimento passi definitivamente al Comune di Bobbio ed al Vescovado.
Nel 1815 con la fine del periodo francese la Provincia di Bobbio passa ai Savoia, ma sempre sotto la Liguria.
Nel 1857 vi è il censimento generale della Provincia di Bobbio: la zona di riferimento è per l'appunto quella di San Cristoforo (oltre 100 abitanti nel paese), che comprende inoltre le frazioni di Moglia, Cavanna e Mogliazze.
Nel 1859 la Provincia di Bobbio venne abolita, ma rimase il circondario sotto la nuova Provincia di Pavia passata sotto i Savoia.
Tra il 1905 ed il 1910 il Parroco Mons. Carlo Muzio Rettore del Santuario e del Seminario di Bobbio oltre che insegnante diocesano decide di trasferire la chiesa parrocchiale vicino al paese dato che il monastero ossia la chiesa precedente era troppo piccolo e ormai vetusto per contenere gli abitanti del paese (oltre 100) e di tutta la parrocchia.
Nel 1922 la parrocchia di San Cristoforo conta 132 anime.
Nel 1923 il circondario venne abolito ed il comune di Bobbio passò sotto la provincia di Piacenza staccandosi da quella di Pavia ed in zona vi furono dei contrasti (marcia su Bobbio) per la definizione del confine regionale [posto in cima alla valle del Carlone invece che in cima allo spartiacque delle Rocche del Casone (o di Colleri)] in favore dei pavesi, ma riservando la zona del Carlone ai residenti con la creazione di un Comunello per lo struttamento del territorio e del legname.
Nel 1938 moriva il Parroco Mons. Carlo Muzio e Bobbio inserirà il suo nome insieme agli illustri del paese, tra i quali spiccano gli ultimi vescovi, in una targa accanto al Duomo. Il nuovo Parroco fu dapprima Don. Marini e poi Mons. Aldo Mozzi Rettore anche del Santuario della Nostra Signora dell'Aiuto e direttore del settimanale La Trebbia.
La vecchia strada che saliva da Bobbio in zona San Martino per la strada che oggi porta alla frazione di Moglia e che poi saliva in località Brignerato e poi ripidamente fino in zona le Mariazze, è stata abbandonata dopo la seconda guerra mondiale e grazie ai militari (di cui uno morì per una frana di un masso in zona croce dell'uomo) e locali fu costruita la nuova strada che salendo dalla preesistente strada da Bobbio in zona Valgrana e Via del Bargo proseguì diritto dal bivio di Dezza passando per la zona delle Rocche; venne riammodernata negli anni sessanta sia nella frazione che verso le Mogliazze ed asfaltata negli ultimi anni dall'attuale amministrazione comunale.
Nel 1975 dopo la morte di Mons. Aldo Mozzi subentra come nuovo parroco Don. Angiolino Bulla Rettore degli Archivi Storici Bobiensi e del Santuario di Santa Maria in Monte Penice ed insegnante a Piacenza oltre che scrittore e studioso.
Negli ultimi anni sia a San Cristoforo che nella frazione delle Mogliazze vi sono state numerose opere di ricostruzione, ristrutturazione e riammodernamento delle vecchie case sia ad opera dei residenti che di nuovi acquirenti; inoltre sono stati restaurati anche la chiesa parrocchiale ed il cimitero.
La strada che da Bobbio sale a San Cristoforo ed a Mogliazze, ma anche quella che porta alla Moglia e poi a Carana ed a Corte Brugnatella, sono state completamente asfaltate.